# The Star
The Star es un casino y hotel ubicado en Sídney, el segundo mayor casino en Australia, después de su rival, el Melbourne's Crown Casino.

## Descripción
Con vistas a Darling Harbour en Sídney, Star City cuenta con dos salas de juego, una de ellas es privada, tiene ocho bares, doce restaurantes, un hotel de trescientos cincuenta habitaciones y ciento treinta suites.
Star City es el único casino legal en Sídney. Las operaciones de juegos son supervisados y controlados por el New South Wales Casino Control Authority y tiene licencia para ser el único casino legal en Nueva Gales del Sur, su licencia es renovable por periodos de 12 años. 
El casino Star City ofrece muchos juegos de casino tradicional, incluyendo Mini Baccarat, Blackjack, Caribbean Stud, Craps, Pai Gow, Póker, Pontón, Ruleta, Rapid (semi-electrónico) Ruleta, Sic Bo, tres tipos distintos de póker.
Ofrece una selección de máquinas de juegos electrónicos, incluyendo máquinas tragamonedas, bingo, ruleta rápida y máquinas de video póquer, tiene más de 1.490 máquinas de juegos electrónicos, pero se limita a un máximo permitido de 1.500.

## Personal y visitas
El casino Star City atrae alrededor de 22.000 visitantes al día y emplea a unas 3.000 personas, en todos los ámbitos de sus servicios .